# Push the Beat for This Jam (The Second Chapter)
Push the Beat for This Jam je druhé kompilační album německé hudební skupiny Scooter. Album se skládá z dvou CD. Bylo vydáno roku 2002, na prvním CD je 19 skladeb a na druhém 13.

## Seznam skladeb

### CD1
1. "Ramp! (The Logical Song)" - 3:53
2. "Aiii Shot The DJ" - 3:30
3. "Posse (I Need You On The Floor)" - 3:50
4. "She's The Sun" - 3:45
5. "I'm Your Pusher" - 3:48
6. "Fuck The Millenium" - 3:58
7. "Faster Harder Scooter" - 3:42
8. "Call Me Mañana" - 3:40
9. "We Are The Greatest" - 3:27
10. "I Was Made For Lovin' You" - 3:32
11. "How Much Is The Fish?" - 3:45
12. "Sputnik" - 3:06
13. "Greatest Beats" - 3:05
14. "Bramfeld" - 5:16
15. "Monolake" - 4:27
16. "New Years Day" - 6:39
17. "Firth Of Forth" - 3:38
18. "Sunrise (Ratty's Inferno)" - 5:39
19. "Siberia" - 2:53

### CD2
1. "Habanera (Big Room Mix)" - 5:59
2. "No Pain, No Gain" - 5:54
3. "Loud And Clear" - 4:30
4. "Am Fenster" - 4:16
5. "Ramp! (The Logical Song) (The Original Club Mix)" - 7:23
6. "I'm Your Pusher (Airspace Mix)" - 7:47
7. "Faster Harder Scooter (Signum Remix)" - 7:20
8. "Ramp! (The Logical Song) (Starsplash Mix)" - 7:17
9. "Posse (I Need You On The Floor) (live)" - 4:05
10. "Faster Harder Scooter (live)" - 3:46
11. "Aiii Shot The DJ (live)" - 3:36
12. "Call Me Mañana (live)" - 3:45
13. "How Much Is The Fish? (live)" - 3:51

## Zajímavosti
- V 9. skladbě na druhém CD křičí na konci H. P. Baxxter „Dobrý večer! Jak se máš?“.
- Skladba Sunrise (Ratty's Inferno) je předělávkou skladby Sunrise (Here I Am), která ja od Ratty, jednoho z projektů Scooteru.